# إميليو مندوزا كابلان
إميليو مندوزا كابلان (بالإسبانية: Emilio Mendoza Kaplan)‏ هو سياسي مكسيكي، ولد في 28 ديسمبر 1955 في مدينة مكسيكو في المكسيك. حزبياً، نشط في الحزب الثوري المؤسساتي. وقد انتخب عضو مجلس النواب المكسيك.